# GreenEvo
GreenEvo - Bộ Tăng Tốc Công nghệ Xanh là một dự án Bộ Môi trường Ba Lan nhằm chuyển giao quốc tế các công nghệ thân thiện với môi trường đã được phát triển tại Ba Lan. Trong dự án, những doanh nghiệp hàng đầu Ba Lan đã được lựa chọn để trao tặng các khuyến mại và hỗ trợ về mặt tài chính. Đã có 62 sáng tạo doanh nghiệp tại Ba Lan được trao tặng, trong các lĩnh vực về công nghệ xử lý nước thải và các chất thải nguy hại, tìm ra các giải pháp hỗ trợ việc sử dụng các nguồn năng lượng tái tạo, ví dụ như là các loại máy móc hỗ trợ nông nghiệp như sản xuất mùn cưa ép bánh và tấm pin mặt trời.
GreenEvo - Bộ Tăng Tốc Công nghệ Xanh được tổ chức bởi Bộ Môi trường và các đối tác khác, là: Quỹ Quốc gia Bảo vệ Môi trường và Quản lý Nước, Bộ Kinh Tế, Bộ Ngoại giao, Bộ Khoa Học và Giáo dục Đại Học, Cơ quan Phát triển Doanh nghiệp Ba Lan, Liên đoàn các nhà tuyển dụng tư nhân Ba Lan 'Lewiatan', Khoa Quản lý Đại học Warsaw. GreenEvo GreenEvo đã được đề cử vào vòng chung kết của Giải thưởng Khu vực Công Châu Âu năm 2013.
Năm 2015, phiên bản thứ sáu của GreenEvo đã được công bố, với chủ đề chính là các công nghệ quản lý chất thải, đặc biệt là hỗ trợ chính quyền địa phương.

## Tìm hiểu thêm
- Bộ Môi trường (Ba Lan)
- Green technology